# Eunoe alvinella
Eunoe alvinella är en ringmaskart som beskrevs av Pettibone 1989. Eunoe alvinella ingår i släktet Eunoe och familjen Polynoidae. Inga underarter finns listade i Catalogue of Life.